# Олійник Ігор Мирославович
Ігор Мирославович Олійник (1 квітня 1955, смт Козова Тернопільського району Тернопільської області) — український діяч, голова Івано-Франківської обласної ради (2006—2010 рр.).

## Життєпис
Народився у селянській родині. У жовтні 1972 — травні 1973 року — різнороб, учень слюсаря-монтажника Козівського районного об'єднання «Сільгосптехніка» Тернопільської області.
У вересні 1973 — жовтні 1978 року — студент Львівського політехнічного інституту. У 1978 році закінчив інститут за спеціальністю промислове і цивільне будівництво (інженер-будівельник).
У жовтні 1978 — вересні 1979 року — майстер будівельного управління «Житлобуд-2» тресту «Прикарпатбуд» міста Івано-Франківська.
У вересні 1979 — вересні 1981 року — строкова військова служба в Радянській армії.
У жовтні 1981 — жовтні 1982 року — будівельний майстер, у жовтні 1982 — червні 1983 року — виконроб, у червні 1983 — січні 1986 року — головний інженер будівельного управління «Житлобуд» тресту «Прикарпатбуд» міста Івано-Франківська.
У січні 1986 — січні 1996 року — начальник будівельного управління «Житлобуд» міста Івано-Франківська.
У січні 1996 — травні 2005 року — директор, у травні 2005 — травні 2006 року — голова правління ВАТ «Житлобуд» міста Івано-Франківська.
11 травня 2006 — 25 листопада 2010 року — голова Івано-Франківської обласної ради.
З 2010 року — голова Постійної комісії з питань розвитку промисловості, будівництва, архітектури, комунікацій, дорожнього та житлово-комунального господарства Івано-Франківської обласної ради.
Надалі — генеральний директор ТОВ «Житлобуд Сервіс Плюс» міста Івано-Франківська.

## Нагороди
- орден «За заслуги» III ступеня (23.08.2005)[1]
- орден Данила Галицького (26.06.2008)[2]
- заслужений будівельник України (1998)[3]